# Jewgienija Zacharczenko
Jewgienija Aleksiejewna Zacharczenko (ros. Евгения Алексеевна Захарченко; ur. 3 sierpnia 1999) – rosyjska zapaśniczka walcząca w stylu wolnym. Brązowa medalistka mistrzostw Europy w 2021. Piąta w indywidualnym Pucharze Świata w 2020. Szósta w Pucharze Świata w 2019.
Trzecia na MŚ U-23 w 2019 i druga w zawodach juniorów w 2018 i 2019. Pierwsza na ME U-23 w 2021 i druga w 2019. Pierwsza na ME juniorów w 2018, a trzecia w 2019. Mistrzyni Rosji w 2022 i trzecia w 2020 roku.